# Torbay

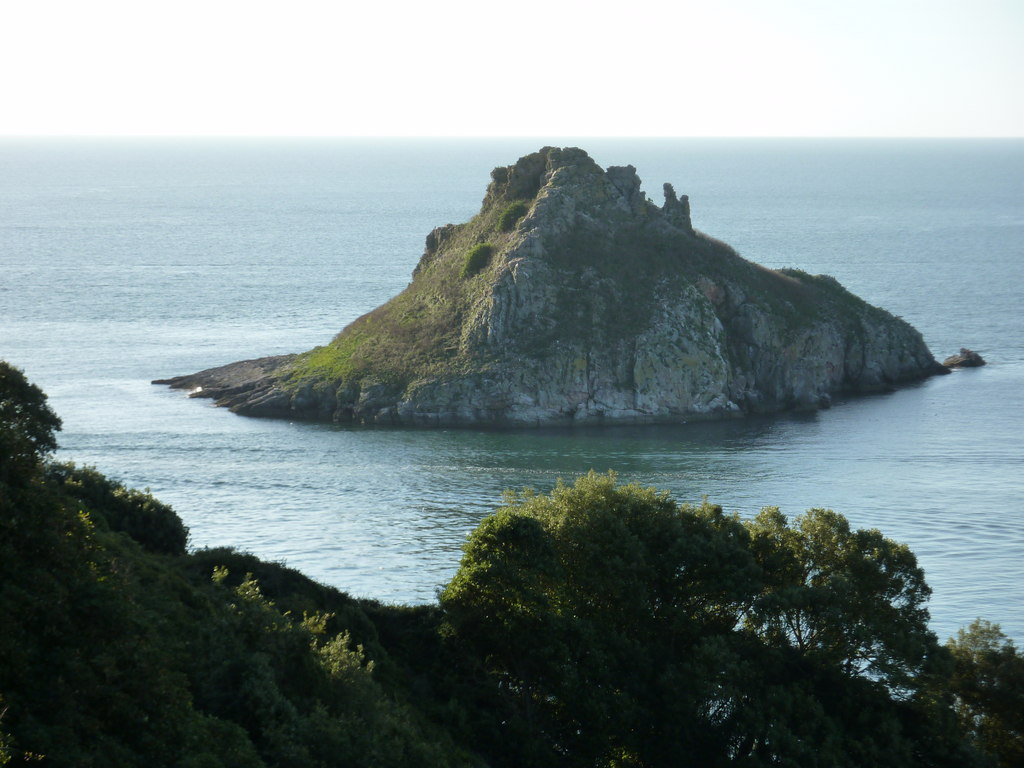
Thatcher Rock, Torbay

Torbay es un borough en Devon, Inglaterra, administrado por la autoridad unitaria inglesa del Concejo de Torbay. Abarca una superficie de 62,88 km² y su población es de 130.959 habitantes (censo del 2011).
Comprende a las localidades de Torquay, Paignton y Brixham y se encuentra ubicado sobre la bahía de Tor en el Canal de la Mancha. Torbay se encuentra equidistante de las ciudades de Exeter y Plymouth.
Su principal industria es el turismo, y por ello aloja diversa villas con resorts y residencias de descanso. Sus playas de arena, clima cálido y atracciones para los veraneantes hacen que la zona sea denominada "la Riviera Inglesa". 

## Historia
La zona que hoy ocupa Torbay ha estado habitada desde el  Paleolítico, como atestigua el descubrimiento de huesos humanos y herramientas en la Caverna Kent en Torquay. Un fragmento de maxilar, fechado de entre hace 37.000 a 40.000 años, es posible sea uno de los más antiguos restos de un humano moderno en Europa. Se sabe que soldados romanos deambularon por la zona de Torquay durante el periodo en que Bretaña fue parte del Imperio Romano, dejando testimonio de ello mediante las ofrendas encontradas frente a una curiosa formación rocosa denominada "The Face" ("La cara"), que se encuentra en la Caverna de Kent.
Tanto Brixham como Paignton aparecen en el Domesday Book de 1086 y en 1204 Paignton alcanzó el estatus de borough contando con un mercado y una feria. El primer edificio de porte en Torquay fue la abadía Torre, un monasterio Premonstratense fundado en 1196.
Guillermo Príncipe de Orange (posteriormente  el rey Guillermo III) desembarcó en Brixham el 5 de noviembre de 1688, durante la Glorious Revolution, y realizó su famosa proclama: "Yo mantendré la libertad de Inglaterra y de la Religión Protestante".
Inicialmente las economías de Torquay y la de Brixham, estaban basadas en la pesca y la agricultura, pero a comienzos del siglo XIX Torquay se comenzó a transformar en un resort marino de moda, inicialmente frecuentado por los miembros de la Royal Navy durante las Guerras Napoleónicas mientras la flota de la Royal Navy estuvo anclada en la bahía Tory y posteriormente al trascender la fama del pueblo por la sociedad victoriana.
La zona histórica de Paignton se encuentra alejada de la costa: la franja costera que se caracteriza por su bajo relieve originalmente era un humedal salino. La casa Kirkham con sus muros de piedra que se remonta a fines del Medioevo, y la Torre Coverdale adyacente a la Iglesia de la Parroquia de Paignton debe su nombre al Obispo Miles Coverdale, quien en 1536 publicó una traducción al inglés de la Biblia. Hasta comienzos del siglo XIX Paignton continuó siendo una pequeña villa pesquera; en 1837 se construyó un puerto nuevo.
La segunda fase de la expansión urbana de la zona comenzó en 1848, cuando se inauguró la estación de ferrocarril de Torre. En 1858 el ferrocarril se prolongó hasta la estación de Torquay Seafront, en 1859 llegó a Paignton y hasta Brixham en 1861. A causa de su crecimiento, en 1872 Torquay fue designado borough, y en 1902 se llevó a cabo la primera campaña publicitaria para atraer turistas veraniegos.